# Streptocarpus hybridus
Streptocarpus hybridus är en tvåhjärtbladig växtart som beskrevs av Andreas Voss. Streptocarpus hybridus ingår i släktet Streptocarpus och familjen Gesneriaceae. Inga underarter finns listade i Catalogue of Life.